# Nacho Marlats
Ignacio Marlats Maqueda (Buenos Aires, Argentina, 14 de abril de 1983), más conocido como Nacho Marlats, es un fotógrafo documental y de viajes argentino residente en Colombia. Es conocido por su trabajo enfocado en el retrato de culturas y por ser el creador de Los Fotonautas, una iniciativa que combina viajes fotográficos y una comunidad de fotografía. Mencionado como un referente en América Latina en la fotografía documental, ha destacado también en roles como curador, jurado y formador en el ámbito fotográfico.

## Primeros años y educación
Nacho Marlats nació en Buenos Aires en 1983. Su interés por la fotografía comenzó en su adolescencia, aunque se vio interrumpido por los precios de los insumos en la crisis económica argentina de 2001. Realizó sus estudios secundarios en la tradicional Escuela Mariano Acosta y posteriormente estudió Ciencias de la Comunicación Social en la Universidad de Buenos Aires (UBA). Luego de desempeñarse como periodista en Bogotá y Río de Janeiro retomó la fotografía en Nueva Zelanda en 2010, buscando una forma más universal de contar historias.

## Carrera y actividades

### Obra fotográfica y estilo

Nacho Marlats en el Festival Holi en Vrindavan, India, 2018.

Marlats inició su carrera como fotoperiodista antes de dedicarse a la fotografía documental y de viajes, motivado por la búsqueda de un lenguaje universal que trascendiera barreras. En su obra, se enfoca en la exploración de la heterogeneidad cultural de los pueblos, buscando retratar personas y sus entornos de manera visualmente potente. A través de una mirada humana, se propone captar retratos sinceros y auténticos, valorando las imágenes que cuentan historias de forma independiente o a modo de series. Se autodefine como "retratista de culturas" y su filosofía se basa en un trabajo ético y respetuoso, particularmente al interactuar en diferentes contextos culturales. En su enfoque del retrato documental, enfatiza la necesidad de habilidades sociales para ganar la confianza de los sujetos y obtener retratos de mayor calidad estética y narrativa.
A través de su trabajo, ha participado en proyectos relacionados con el desplazamiento forzado en Colombia y ha visitado más de 60 países alrededor del mundo. En el ámbito de la fotografía de viajes, combina ideas pre-planificadas con descubrimientos espontáneos librados al azar, destacando la importancia de prácticas responsables como obtener autorización al interactuar con diversas comunidades Además, ha desarrollado expertise en fotografía móvil, compartiendo consejos en diversos medios de comunicación que lo convocan para contar sus experiencias.
Su experiencia internacional le ha permitido expandir sus horizontes narrativos y publicar su trabajo en revistas europeas, australianas y estadounidense. Ha expuesto su obra en espacios como la Casa Museo Maestro Pedro Nel Gómez de la Universidad de Antioquia, donde presentó la muestra "Viajeros" en 2017. Además de las exposiciones tradicionales, dicta clases magistrales y conferencias como formas de difusión de su obra.

### Proyectos, gestión y docencia

Nacho Marlats liderando un viaje fotográfico de Los Fotonautas.

En 2015 creó Los Fotonautas, concebida como una comunidad de fotógrafos iberoamericanos aficionados y profesionales, que surgió de su iniciativa anterior "Fotografiando Medellín" durante el desarrollo de un proyecto antropológico para una universidad paisa. Con el tiempo, Los Fotonautas se ha consolidado principalmente como una agencia de viajes fotográficos por el mundo que él mismo lidera, posicionándose como un referente en América Latina en la organización de viajes para amantes de la fotografía que buscan explorar las culturas del mundo junto a fotógrafos expertos.
La plataforma impulsa eventos comunitarios como la FotoNaratón Iberoamericana, una actividad que invita a los fotógrafos a retratar los centros históricos de sus ciudades.
 La Fotonaratón, iniciada por Marlats en Colombia en 2016, ha crecido hasta convertirse en la actividad fotográfica más grande de Iberoamérica, llegando a congregar en una edición a participantes de 61 ciudades en 12 países simultáneamente. Este evento busca fomentar la conexión entre las personas y la fotografía, incentivando la apreciación de los espacios públicos a través del lente. Incluye concursos post-evento y participación gratuita.

Nacho Marlats dando clase en el Instituto Internacional de Periodismo José Martí en Cuba, 2022.

Nacho Marlats también ha desarrollado una importante actividad docente y de conferencista. Ha dictado la MasterClass llamada “El Desafío del Retrato Documental” desde 2019 en 14 ciudades de países como Cuba, Colombia, Bolivia y Argentina. En estas charlas, que condensan sus experiencias e inquietudes al retratar diversas culturas, comparte secretos para relacionarse con personas desconocidas de diferentes culturas, obtener retratos de alta calidad según principios éticos, y conversa sobre viajes, cultura y fotografía.
También ha dictado ciclos de webinars, como el ciclo "Fotografía y Ciudad" en colaboración con el Sistema de Bibliotecas Públicas de Medellín, abordando temas de profesionalización y teoría fotográfica. Ha participado en eventos como el Festival Gramáticas Urbanas y ofrecido conferencias en diversos festivales fotográficos internacionales y de Colombia, como el Festival Fotográfico de Envigado, el Festival Fotográfico de Santafé de Antioquia y el Andes Fotofest, en Pasto También ha ofrecido conferencias y talleres en varias otras instituciones en América Latina, como la Universidad San Francisco Xavier, la Universidad de Antioquia, la Universidad Mayor de San Andrés (UMSA), la Escuela de Arte Xul Solar o el Instituto Internacional de Periodismo José Martí. En sus charlas, aborda temas como los desafíos del retrato documental, consideraciones éticas al fotografiar diferentes culturas, la narrativa en fotografía, composición y técnica, cómo encontrar historias para fotografiar, y la importancia de las habilidades sobre el equipo.
Desde 2024 es el director de la Academia Iberoamericana de Fotografía (AIEFE), enfocada en herramientas y educación especializada.
Ha ejercido como curador en distintas exposiciones, incluyendo la muestra "Envigadeños" y colaborando en la iniciativa "Fotógrafas LATAM" que impulsó una convocatoria para exponer en Londres.
Fue parte del Jurado de Premiación internacional para el 23° Concurso Latinoamericano de Fotografía Documental "Los Trabajos y los Días" en 2017, realizado en Medellín, y ha sido jurado en otras ediciones de este concurso.

## Premios y reconocimientos
En 2021 recibió una premiación en el Concurso Latinoamericano de Fotografía Documental «Los Trabajos y los Días» en la Categoría Niñez Trabajadora, por su obra titulada "Infancia Menonita".

## Presencia en medios
Nacho Marlats ha sido objeto de cobertura y entrevistas en diversos medios de comunicación en la región, incluyendo periódicos como La Razón de Bolivia y El Colombiano de Colombia. También ha participado en conversaciones en medios radiales y online como Radio Santa Cruz en Bolivia y el programa "Fotoconfede", incluyendo una entrevista en dos partes donde abordó diversos aspectos de su trayectoria, proyectos y visión fotográfica. Adicionalmente, ha sido entrevistado en relación con clases magistrales que imparte en instituciones académicas. Su labor y proyectos, como la Fotonaratón, han sido destacados en reportajes de televisión por canales importantes como Telemedellín.